# Манциос, Вангелис
Евангелис Манциос (греч. Βαγγέλης Μάντζιοςрод. 22 апреля 1983 года в Калитее) — греческий футболист, выступающий на позиции нападающего.

## Клубная карьера
В первые несколько лет карьеры в «Паниониосе» Манциос зарекомендовал себя как одного из самых талантливых молодых форвардов в Греции, благодаря этому в 2005 году он получил предложение от греческого гранда, «Панатинаикоса».
В своих первых четырёх сезонах с «Панатинаикосом» Манциос играл важную роль в команде, будь то выход на поле в основе или в качестве замены — в общей сложности он забил 18 голов в 68 матчах чемпионата и пять голов в 20 еврокубковых матчах. Одним из его наиболее значимых достижений были четыре гола, забитые в восьми матчах Лиги чемпионов 2008/09. Он помог «Панатинаикосу» выиграть свою группу, опередив «Интернационале», «Вердер» и «Анортосис».
В последние два сезона в клубе, однако, Мантизиос играл меньше из-за увеличения конкуренции на позицию нападающего. «Панатинаикос» купил нескольких зарубежных форвардов: Джибриля Сиссе (лучший бомбардир чемпионата в 2009/10 и 2010/11 сезонах), Себастьяна Лето и Сиднея Гову — кроме того, клуб перешёл на стратегию с одним нападающим. В результате «Панатинаикос» отдал Манциоса в аренду сначала в «Анортосис» на 2009/10 сезон (шесть голов в 14 играх), затем в португальский «Маритиму» на 2010/11 сезон (сыграл только один матч из-за травмы колена).
Контракт Манциоса с «Панатинаикосом» истекал в конце сезона 2010/11, а в летнее трансферное окно он присоединился к ОФИ, подписав контракт на один год. В 2011/12 сезоне Манциос был лучшим бомбардиром ОФИ, забив семь мячей в 22 матчах Суперлиги.
В сезоне 2012/13 Манциос присоединился к «Баку», где сыграл восемь матчей, затем вернулся в греческую Суперлигу, перейдя в столичный «Атромитос».
В начале сезона 2013/14 он подписал двухлетний контракт с «Левадиакос». 18 августа 2013 года он дебютировал за клуб, забив один гол в домашнем матче против «Пантракикоса», игра завершилась вничью 2:2.
В мае 2015 года благодаря содействию ФИФА Манциос получил от «Баку» $ 280000 в качестве компенсации за неисполненные обязательства по контракту.
После двух лет в «Левадиакосе», который понизился в классе, Манциос был близок к переходу в «Платаниас». Но клуб начал предъявлять претензии Манциосу, обвиняя в нарушении предыдущей устной договорённости, в конечном итоге сделка не состоялась. После этого события Манциос вёл переговоры с «Верией». С 1 июля 2015 года обе стороны достигли устного соглашения, и подписали договор в установленном порядке.
Однако, несмотря на различные слухи относительно будущего игрока, Манциос за 300000 € продлил контракт с «Левадиакосом» до лета 2017 года. Он начал сезон 2015/16, забив единственный гол в выездном матче против «Ираклиса», затем сделал дубль в игре против «Астерас Триполис», его команда выиграла со счётом 2:1. 3 октября 2015 года он был признан игроком матча, принеся победу своему клубу в выездном матче против «Пантракикоса» (3:1), он забил два гола и отдавал голевую передачу. Благодаря этим двум мячам он стал лучшим бомбардиром в истории клуба с 26 голами. 18 октября 2015 года в седьмом туре греческой Суперлиги он со штрафного сравнял счёт в игре против «Панетоликоса», матч закончился ничьей 2:2.
В декабре 2015 года благодаря хорошим выступлениям в первой половине сезона 2015/16 Манциос привлёк интерес многих клубов. Греческий гранд «Олимпиакос» хотел купить его в зимнее трансферное окно для замены Алана Пулидо. Чтобы сделка состоялась, «Олимпиакос» был готов предложить «Левадиакосу», кроме денег, коморского форварда Эль-Фарду Бен-Набуана, который ещё летом прибыл в Пирей из «Верии», но не сыграл ни одного матча за клуб. 17 февраля 2016 года в отложенном 16 туре греческой Суперлиги Манциос сравнял счёт с пенальти в матче с «Атромитосом» (1:1). 20 февраля 2016 года одиннадцатиметровый удар Манциоса принёс «Левадиакосу» победу с минимальным счётом над «Каллони». Забив в этой игре, Манциос установил рекорд Суперлиги по реализации пенальти — 11 из 11. Общий рекорд держится с сезона 1989/90, когда венгерский игрок «Олимпиакоса» Лайош Детари удачно реализовал 14 пенальти подряд. 19 марта 2016 года гол Манциоса вывел клуб вперёд в гостевом матче против «Ксанти», но соперник сумел отыграться — 2:2. 17 апреля 2016 года в последнем туре сезона 2015/16 он забил в домашнем матче против АЕКа, его клуб выиграл со счётом 3:0.
25 сентября 2016 года Манциос забил гол в матче против «Керкиры», его клуб одержал победу со счётом 2:1, это был его первый гол в сезоне 2016/17. 4 декабря 2016 года лекарственное вещество, которое игрок принимал в ходе лечения в июне 2016 года, вызвало положительный результат допинг-теста, проведённого после поражения со счётом 4:0 от «Олимпиакоса». Через своего адвоката по закону, Янниса Маракакиса, нападающий подчеркнул, среди прочего, что он не знал о составе препарата, который принимал, и что лекарство принималось им в межсезонье без цели предоставления конкурентного преимущества игроку. В течение следующих нескольких дней его дело слушалось в дисциплинарном комитете. В результате результата Манциос не играл с 12 февраля 2017 года. В конце сезона он решил расторгнуть свой контракт с «Левадиакосом», имея в активе 109 матчей (36 голов, 10 передач) во всех соревнованиях.
После почти годичной паузы, 10 января 2018 года, он подписал контракт на оставшуюся часть сезона 2017/18 с клубом четвёртого дивизиона «Эгалео» за нераскрытую сумму. Однако будущее игрока оставалось неопределённым из-за юридических проблем с дисциплинарным комитетом. 19 июня 2018 года он подписал контракт с клубом Суперлиги «Аполлон Смирнис».

## Карьера в сборной
Манциос дебютировал в сборной Греции 12 октября 2005 года в отборочном матче на чемпионат мира по футболу 2006 года против Грузии, Греция выиграла с минимальным счётом. Его последняя игра пришлась на товарищеский матч против сборной Италии 19 ноября 2008 года, соперники разошлись ничьей 1:1. В общей сложности сыграл за Грецию семь матчей.